# Římskokatolická farnost – děkanství Jablonné v Podještědí
Římskokatolická farnost-děkanství Jablonné v Podještědí (lat. Gabel, Jablona, něm. Deutsch-Gabel) je církevní správní jednotka sdružující římské katolíky na území města Jablonné v Podještědí a v jeho okolí. Organizačně spadá do českolipského vikariátu, který je jedním z 10 vikariátů litoměřické diecéze. Centrem farnosti je bazilika svatého Vavřince a svaté Zdislavy v Jablonném v Podještědí.

## Historie farnosti
Vznik Jablonného je spojen s osobou svaté Zdislavy z Lemberka. Ta zde, spolu se svým manželem, založila dominikánský klášter. Ten fungoval paralelně s místní farní duchovní správou při původním farním kostele Panny Marie. O tomto kostele je první zmínka z roku 1352 a patronátní právo k němu měli cisterciáci z kláštera Hradiště. Farnost v Jablonném měla již od roku 1350 statut děkanství. Matriky jsou v místě vedeny od roku 1623.
V roce 1786 byl status farního kostela přenesen na klášterní kostel sv. Vavřince. Původní farní kostel v roce 1788 vyhořel, a v jeho troskách byl v 19. století zřízen pivovar.
Od roku 1900 bylo děkanství kanonicky znovuzřízeno.
Duchovní správu ve farnosti vykonávají členové dominikánské komunity z místního kláštera. Představení komunity požívají tradičně titulu Strážce hrobu svaté Paní Zdislavy.

### Duchovní správcové vedoucí farnost
Začátek působnosti jmenovaného v duchovní správě farnosti od:
- 1780 Conradus Damaschko O.P., † 14. 9. 1807
- 1808 Honor. Kraus O.P., † 18. 9. 1813
- 1814 (latinsky) par. vacat.[p 2] coop. Jos. Zückert
- 1815 Ignat. Lucke, n. 1. 11. 1782 Klitschneiens., o. 2. 1. 1807, † 19. 11. 1840
- 1841 (latinsky) par. vacat.[p 2] coop. Franc. Agreiter
- 1842 Franc. Agreiter, n. 2. 8. 1790 Popovic., o. 9. 8. 1811, † 17. 1. 1849
- 1850 Josef Kaspar, n. 6. 5. 1811 Kam. Šenov, o. 3. 8. 1836, † 8. 11. 1894 Sievering- Niederoesterrreich
- 1879 (latinsky) par. vacat.[p 2] admin. interc. Franz Wildner, † 5. 9. 1920
- 1880 Franz Milde, n. 3. 12. 1846 Lípa, o. 20. 7. 1869, † 21. 3. 1894
- 1900 Josef Tschörch, n. 1. 7. 1845 Vratislavice, o. 23. 7. 1870, † 1. 6. 1921
- 1911 (latinsky) par. vacat.[p 2] admin. interc. Franz Gerbl, n. 9. 5. 1878, O. 18. 11. 1900, † 31. 3. 1953
- 1912 Johann Sallmann, n. 11. 11. 1870 Kleinschönau, o. 2. 7. 1893, † 31. 12. 1929
- 1931 Hermann Sitte, n. 15. 11. 1883 Varnsdorf, o. 12. 7. 1908, † 27. 2. 1960
- od 1. 10. 1945 Josef Varaďa
- do 1950 Efrém Chocholoušek, n. 5. 9. 1914 Třebnice, o. 5. 7. 1941 Olomouc, † 30. 9 1978 Měděnec
- 1. 7. 1950 Josef Hendrych, n. 21. 8. 1922 Rochov, o. 26. 6. 1949, † 9. 7. 1994 Mladá Boleslav
- 1. 6. 1958 Karel Kahoun, n. 15. 9. 1923 Louňovice pod Blaníkem, o. 29. 6. 1947 Litoměřice, † 25. 11. 2006 Mladá Boleslav
- 1. 7. 1969 Jindřich Václav Gajzler O.P., n. 15. 1. 1944 Nové Město nad Metují, o. 23. 6. 1968 Praha, † 25. 8. 2000 Jablonec nad Nisou
- 1. 8. 1972 František Švercl O.P., n. 16. 7. 1931 Praha, o. 27. 6. 1965 Litoměřice, 5. 3. 2004 Hradec Králové
  - 1972–1975 Vladimír Jedlička CSsR., kaplan, n. 31. 8. 1932 Cifer (SK), o. 24. 6. 1972 Litoměřice, † 5. 10. 2021
- 1. 8. 1973 Zdeněk Flejberk O.P., n. 10. 4. 1922, o. 30. 6. 1973, † 23. 7. 1997
- 1. 1. 1990 Jindřich Václav Gajzler O.P., n. 15. 1. 1944 Nové Město nad Metují, o. 23. 6. 1968 Praha, † 25. 8. 2000 Jablonec nad Nisou
- 1. 10. 1990 Jiří Hladík O.P., nar. 7. 12. 1953 Rumburk, o. 26. 6. 1981
- 1. 6. 1991 Jindřich Václav Gajzler O.P., n. 15. 1. 1944 Nové Město nad Metují, o. 23. 6. 1968 Praha, † 25. 8. 2000 Jablonec nad Nisou
- 1. 10. 2000 Zdeněk Angelik Mička O.P., n. 12. 5. 1945 Mořkov, o. 1970
- 1. 3. 2001 Bernard Jiří Špaček O.P.
- 1. 7. 2005 Augustin Jiří Prokop O.P.
- 1. 5. 2006 Česlav Jaromír Plachý O.P.
- 14. 9. 2009 Ignác Petr Bürgl O.P., n. 15. 6. 1966 Olomouc, o. 20. 6. 1998 Olomouc, † 1. 9. 2020
- 1. 5. 2010 Jan Rajlich O.P.
- 1. 9. 2013 Savio Řičica O.P.
- 1. 8. 2014 Pavel Eduard Mayer O.P., děkan
  - 1. 10. 2012 Angelik Zdeněk Mička O.P., farní vikář
  - 1. 9. 2014 – 1. 7. 2020 Augustin Jiří Prokop O.P., farní vikář
  - 1. 7. 2020 Štěpán Martin Filip O.P., farní vikář[3]

Kromě kněží stojících v čele farnosti, působili ve farnosti v průběhu její historie i jiní kněží. Většinou pracovali jako farní vikáři, kaplani, katecheté, výpomocní duchovní aj.

## Území farnosti
Do farnosti náleží území těchto obcí:
- Česká Ves
- Heřmanice v Podještědí
- Jablonné v Podještědí
- Kněžice
- Lvová
- Markvartice
- Petrovice v Lužických horách
- Postřelná
- Velký Valtinov

## Římskokatolické sakrální stavby na území farnosti
| | Fotografie | Stavba                                          | Místo                  | Bohoslužby                                                                               | Zeměpisné souřadnice             | Status                        | Číslo kulturní památky           |
| Kostely | Kostely    | Kostely                                         | Kostely                | Kostely                                                                                  | Kostely                          | Kostely                       | Kostely                          |
| --- | ---------- | ----------------------------------------------- | ---------------------- | ---------------------------------------------------------------------------------------- | -------------------------------- | ----------------------------- | -------------------------------- |
| 1. |            | Kostel sv. Antonína Paduánského                 | Heřmanice v Podještědí | bližší informace o bohoslužbách                                                          | 50°47′34″ s. š., 14°43′39″ v. d. | filiální kostel               | 101494 (Pk•MIS•Sez•Obr•WD)       |
| 2. |            | Bazilika sv. Vavřince a Zdislavy                | Jablonné v Podještědí  | bližší informace o bohoslužbách – bazilika bližší informace o bohoslužbách – zimní kaple | 50°45′56″ s. š., 14°45′44″ v. d. | farní kostel kaple v bazilice | 23458/5-2997 (Pk•MIS•Sez•Obr•WD) |
| 3. |            | Kostel Nejsvětější Trojice                      | Petrovice              | bližší informace o bohoslužbách                                                          | 50°48′31″ s. š., 14°46′3″ v. d.  | filiální kostel               | 22678/5-3206 (Pk•MIS•Sez•Obr•WD) |
| 4. |            | Kostel sv. Jana Nepomuckého                     | Velký Valtinov         | bližší informace o bohoslužbách                                                          | 50°44′36″ s. š., 14°44′7″ v. d.  | kaple                         | 34513/5-3379 (Pk•MIS•Sez•Obr•WD) |
| Kaple |            |                                                 |                        |                                                                                          |                                  |                               |                                  |
| 5. |            | Kaple sv. Wolfganga                             | Jablonné v Podještědí  | bližší informace o bohoslužbách                                                          | 50°46′5″ s. š., 14°45′53″ v. d.  | kaple                         | 46468/5-2998 (Pk•MIS•Sez•Obr•WD) |
| 6. |            | Kaple Nejsvětější Trojice tzv. Zdislavina kaple | Lvová (zámek Lemberk)  | bližší informace o bohoslužbách                                                          | 50°46′26″ s. š., 14°46′51″ v. d. | kaple                         | 26892/5-3101 (Pk•MIS•Sez•Obr•WD) |
| 7. |            | Kaple Seslání Ducha svatého                     | Lvová (zámek Lemberk)  | bližší informace o bohoslužbách                                                          | 50°46′39″ s. š., 14°47′16″ v. d. | zámecká kaple                 | 26892/5-3101 (Pk•MIS•Sez•Obr•WD) |
| Některé drobné sakrální stavby a pamětihodnosti lze dohledat zde v databázi Drobné sakrální památky Zaniklé sakrální stavby lze dohledat zde v databázi Poškozené a zničené kostely, kaple a synagogy v České republice |            |                                                 |                        |                                                                                          |                                  |                               |                                  |

Ve farnosti se mohou nacházet i další drobné sakrální stavby, místa římskokatolického kultu a pamětihodnosti, které neobsahuje tato tabulka.

## Farní obvod
Z důvodu efektivity duchovní správy byl vytvořen farní obvod (kolatura) sestávající z přidružených farností spravovaných excurrendo. Z farnosti – děkanství Jablonné v Podještědí jsou excurrendo spravovány farnosti v libereckém vikariátu:
1. Jítrava
2. Rynoltice
3. Žibřidice

Přehled vikariátních kolatur je uveden v tabulce farních obvodů libereckého vikariátu.